# Guerre contre Nabis
Sauf précision contraire, les dates de cet article sont sous-entendues « avant l'ère commune » (AEC), c'est-à-dire « avant Jésus-Christ ».
La guerre contre Nabis ou guerre lacédémonienne est un conflit qui oppose en 195 la cité-État grecque de Sparte à une coalition formée par Rome, la Ligue achéenne, Pergame, Rhodes et la Macédoine, qui remportent la victoire. 
Pendant la deuxième guerre macédonienne (de 200 à 196 av. J.-C.), la Macédoine a précédemment donné à Sparte le contrôle d'Argos, une importante cité sur les côtes égéennes du Péloponnèse. La présence continue de Sparte à Argos à la fin de la guerre donne à Rome et ses alliés un prétexte pour déclarer la guerre. La coalition contre Sparte entreprend le siège d'Argos, s'empare de la base navale spartiate de Gythion et encercle puis assiège la ville de Sparte elle-même. Finalement, des négociations aboutissent à la paix aux conditions imposées par Rome selon lesquelles Argos ainsi que les cités côtières placées sous la domination de Sparte s'affranchissent de cette domination. Sparte doit payer une indemnité de guerre à Rome au cours des huit années suivantes. Argos rejoint la Ligue achéenne tandis que les cités laconiennes sont placées sous la protection des Achéens.
Les conséquences de cette guerre sont marquées par le déclin définitif de Sparte et l'échec de ses tentatives pour recouvrer les positions perdues. Le dernier souverain de Sparte, Nabis, est assassiné trois ans plus tard en 192. Sparte est alors forcée de devenir membre de la Ligue achéenne, un de ses ennemis pendant le conflit. Ceci marque la fin de plusieurs siècles d'une lutte acharnée pour défendre son indépendance politique.

## Origines du conflit
Après la mort du régent spartiate Machanidas en 207 av. J.-C. pendant la guerre qui l'oppose à la ligue achéenne, Nabis renverse le nouveau roi régnant Pélops grâce au soutien d'une armée de mercenaires et s'arroge le droit de monter sur le trône en se déclarant le descendant de Démarate, roi de Sparte.
Traditionnellement, Sparte est dirigée par deux rois, l'un de la dynastie des Eurypontides et l'autre de la dynastie des Agiades. Quelques décennies avant que Nabis ne prenne le pouvoir par un coup de force, la constitution spartiate s'était déjà disloquée. En 227 av. J.-C., le roi Agiade Cléomène III fait assassiner quatre des cinq éphores (gardiens élus de la constitution) et dépose ou supprime le roi eurypontide Archidamos V. Il associe son frère Eucleidas, un autre Agiade, sur le trône eurypontide. Ils engagent des réformes sociales et reçoivent des subsides de l'Égypte ptolémaïque avec l'ambition de renforcer la puissance militaire de Sparte sur le modèle macédonien. Cette menace d'hégémonie macédonienne en Grèce est balayée par la victoire des Antigonides à la bataille de Sellasia et par l'arrêt du soutien financier égyptien. Sparte devient une république sans roi pendant le bannissement de Cléomène III à partir de 222 et jusqu'en 219 quand l'Agiade Agésipolis III et l'Eurypontide Lycurgue deviennent rois. Lycurgue dépose Agésipolis III en 215 alors que ce dernier avait tenté de récupérer son trône plusieurs années durant et qu'il avait mis une armée composée d'exilés dans la bataille qui opposait Rome à Sparte. Lycurgue règne seul jusqu'à sa mort en 210. Ses successeurs sont son fils Pélops sur le trône eurypontide et Machanidas assumant son ascendance non royale. Ils règnent ensemble jusqu'à ce que Machanidas soit tué par Philopœmen en 207 à la bataille de Mantinée. Après la mort de Machanidas, Nabis usurpe le trône et fait assassiner Pélops. Le titre officiel accordé à Nabis est ambigu : il se déclare lui-même descendant de Démarate, roi de Sparte de la dynastie des Eurypontides et se présente avec le titre de basileus (Βασιλεύς, « roi » en grec) sur les pièces. Quant aux deux historiens Tite-Live et Polybe, ils utilisent le terme tyran car Nabis a renversé l'ancien gouvernement de Sparte. La patrie respective de ces deux auteurs, c'est-à-dire Rome et la ligue achéenne, est partie prenante dans ce conflit. Ils considèrent tous deux comme possible la restauration d'un des deux gouvernements renversés pendant ce conflit. La constitution historique héritée du législateur Lycurgue a déjà perdu de sa substance alors que la cité est désormais dominée par les mercenaires.
Nabis signe un traité de paix avec Rome en 205 mais attaque les possessions de Messène en 201 alors qu'une alliance mise en place par Sparte liait les deux cités depuis le milieu du IVe siècle. Sparte s'empare de Messène mais est contrainte rapidement de l'abandonner quand les armées de Mégalopolis surgissent sous le commandement de Philopœmen
. Polybe décrit les forces armées de Nabis comme une troupe d'assassins, de pillards et de bandits.
La seconde guerre macédonienne donne une autre occasion à Nabis d'étendre son territoire. Philippe V lui offre la cité-État d'Argos s'il quitte la coalition qu'il forme avec Rome et rejoint l'alliance macédonienne. Nabis accepte et prend le contrôle d'Argos. Mais quand la guerre entre les Macédoniens et Rome penche en faveur de cette dernière, il rejoint malgré tout la coalition formée par Rome en envoyant en renfort une armée de six cents mercenaires crétois,. Philippe subit une défaite décisive à la bataille de Cynoscéphales tandis que Sparte conserve son autorité à Argos. Après cette guerre les armées romaines restent en Grèce et placent des garnisons en des points stratégiques pour défendre leurs intérêts.

## Les réformes de Nabis

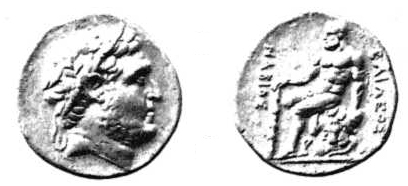
Sur une face, on voit la tête de Nabis portant une courte barbe, la moustache, son front ceint d'une couronne de lauriers attachée à l'arrière du cou. L'autre face présente une inscription ΒΑΙΛΕΟΣ (ou βασιλεως, soit basileus : le « roi ») et ΝΑΒΙΟΣ (ou Ναβιδος, soit Nabidus : Nabis)

En échange de son renfort pendant la guerre, Rome entérine la suprématie de Nabis sur la cité-État d'Argos. Déjà roi de Sparte, Nabis place sur le trône d'Argos son épouse Apia, native de la cité. Le couple royal décide alors de confisquer une grande partie des terres appartenant aux riches familles des deux cités et de torturer ceux qui leur résistent. La plupart des terres est redistribuée aux Hilotes (serfs de Sparte) qui ont toujours été loyaux envers Nabis.,. Après avoir ainsi agrandi son territoire, il entreprend la transformation du port de Gythion en un important arsenal naval et fortifie la cité de Sparte. Après avoir reçu le droit de maintenir des bases chez son allié lacédémonien, la Crète lance des opérations de piraterie. La constitution de cette force navale a permis à un grand nombre de sujets pauvres de s'engager comme rameurs, métier alors très rentable. Dans ces circonstances, l'accroissement de la puissance navale de Gythion commence à mécontenter fortement Rome ainsi que les états riverains la mer Égée.
Les lois édictées par Nabis sont axées sur les réformes de la société et la reconstitution des forces armées de Sparte. Les armées de Laconie et de Sparte sont en général composées de troupes levées parmi les citoyens et chez les Périèques, ces habitants libres ne possédant pas le statut de citoyen et originaires de Laconie ou de Messénie. Ces contingents sont soutenues par des Hilotes dotés d'armes légères.
Les citoyens de plein droit à Sparte, qui sont plusieurs milliers pendant les guerres médiques, ne sont plus que quelques centaines à l'époque de Cléomène III. Plusieurs hypothèses sont à l'origine de cette diminution. Une hypothèse suggère que les habitants de Sparte n'ayant plus les moyens de payer leur écot pour l'organisation des Syssities (repas pris en commun par les hommes et les jeunes gens d'un groupe social ou religieux) ont perdu leur pleine citoyenneté bien que cela ne prive pas leur descendance de l'agôgế (éducation traditionnelle spartiate). Par conséquent, il devient alors difficile d'aligner une armée constituée uniquement d'hoplites et d'exclure la présence de mercenaires ou d'Hilotes. Cléomène III va augmenter le nombre de citoyens de plein droit et accroit l'emploi de phalanges munies d'armes plus légères sur le modèle macédonien. Cependant, une grande partie de ceux ayant recouvré leur pleine citoyenneté sont tués à la bataille de Sellasia et la politique de Nabis contraint les survivants à l'exil. Il devient désormais difficile de disposer en nombre suffisant de ces troupes lourdement armées ce qui entraîne le déclin précipité de la puissance militaire de Sparte. Les réformes de Nabis visent la reconstitution d'une classe de citoyens loyaux qui formeront les futures phalanges. Leur équipement comportera notamment une lance plus longue que celle des hoplites. La libération des Hilotes constitue un des actes les plus marquants de l'histoire de Sparte. Ainsi, Nabis brise le pilier central de l'ancien appareil social. Il brise également l'opposition des cités-États voisines qui refusent son expansion. Une possible révolte des Hilotes a toujours constitué, jusque-là, la principale préoccupation de la diplomatie de Sparte et la nécessité de se prémunir des révoltes internes a toujours limité un certain aventurisme hors des frontières. Nabis se libère de ces contraintes d'un seul coup : une fois libérés, les Hilotes se voient gratifier d'une terre et reçoivent, en mariage, qui l'ancienne épouse d'un citoyen exilé de Sparte, qui une veuve dont le mari, membre de l'opulente élite, a précédemment été tué sur ses ordres.

## Les préparatifs
Fâchée qu'un de ses membres subisse encore l'occupation de Sparte, la ligue achéenne persuade Rome de reconsidérer sa décision quant à laisser à Sparte le contrôle de ses nouvelles conquêtes. Rome et la ligue achéenne s'accordent et refusent qu'une Sparte puissante et réorganisée sème le trouble dans la région après le retrait de Rome.
En 195, le général en chef des armées romaines en Grèce, Titus Quinctius Flamininus, réunit un conseil des États grecs à Corinthe pour savoir s'il faut, ou non, déclarer la guerre à Nabis. Parmi les états qui envoient une délégation, il y a la ligue étolienne, la Macédoine, Pergame, Rome, Rhodes, la Thessalie et la ligue achéenne. Tous les états représentés sont favorables à la guerre sauf la ligue étolienne et la Thessalie qui souhaitent un départ immédiat des Romains de Grèce. Ces deux participants offrent de traiter directement avec Nabis mais rencontrent le refus de la ligue achéenne qui s'oppose à un possible regain de puissance de la ligue étolienne. L'historien Erich Gruen suggère que les Romains pourraient avoir utilisé le prétexte guerre possible pour maintenir en garnison un petit nombre de légions en Grèce pour prévenir un éventuel ralliement de Sparte et de la ligue étolienne au roi Séleucide Antiochos III si celui-ci envahissait la Grèce.
Dans un premier temps, Flaminius envoie un émissaire à Sparte pour demander à Nabis de restituer Argos à la ligue achéenne. S'il refuse, il devra d'affronter Rome et ses alliés. Nabis ne répond pas à l'ultimatum. Ainsi, quarante mille soldats romains et leurs alliés grecs marchent sur le Péloponnèse. À leur arrivée dans la péninsule, Flaminius joint ses troupes à celles d'Aristaenos commandant de la ligue achéenne, à la tête de 10 000 fantassins et 1 000 cavaliers venus de Cléones, en Argolide. Ils avancent ensemble sur Argos.
Nabis désigne son beau-frère Pythagoras d'Argos comme commandant de la garnison de la cité constituée de 15 000 hommes. Alors que les Romains et l'armée achéenne avancent sur Argos, un jeune Argien nommé Damoclès tente de fomenter une révolte dans les rangs spartiates. Damoclès rejoint le forum d'Argos et harangue ses quelques partisans, en les exhortant à se soulever. Mais l'insurrection du peuple n'aboutit pas : Damoclès et la plupart de ses partisans sont encerclés et tués par les soldats de la garnison spartiate. Un petit groupe de survivants parvient à s'échapper et rejoint le camp de Flaminius. Ils lui suggèrent d'approcher son camp des portes de la cité, ce qui, d'après eux, provoquerait une révolte contre la présence des Spartiates.
Le commandant envoie son infanterie légère et sa cavalerie pour trouver un nouvel endroit pour y installer le camp. Alors que le petit groupe de soldats romains est parti en éclaireur, une escouade spartiate tente une sortie et provoque quelques escarmouches avec les Romains à quelque 300 pas des murs de la ville. Les Romains forcent les Spartiates à rebrousser chemin.
Flaminius avance son camp à l'endroit où ont eu lieu les escarmouches. Il attend un jour entier que Sparte l'attaque, mais ne voyant rien venir, il réunit un conseil pour savoir s'il faut ou non assiéger la cité. Les Grecs pensent qu'il est nécessaire d'attaquer car la raison principale de leur présence dans le conflit est de s'emparer de la cité, mais Aristaenos soutient  plutôt la nécessité de frapper directement Sparte et la Laconie. Flaminius se range à l'idée d'Aristaenos et l'armée se met en marche vers Tégée en Arcadie. Le jour suivant il avance jusqu'à Caryae où il attend le renfort des troupes auxiliaires alliées. Ces troupes arrivent peu de temps après. Elles sont constituées d'un contingent d'exilés spartiates dépêché par le roi légitime de Sparte, Agesipolis, qui avait été détrôné vingt ans plus tôt par Lycurgue, premier tyran de Sparte, ainsi que de 1 500 Macédoniens accompagnés de 400 cavaliers thessaliens envoyés par Philippe,. La nouvelle parvint aux alliés que plusieurs escadres navales sont arrivées au large des côtes de Laconie : une flotte romaine composée de quarante navires commandée par Lucius Quinctius (le frère de Titus Quinctius Flamininus), une flotte rhodienne de quatre-vingts navires commandée par Sosilas qui espérait ainsi que la défaite de Sparte entraînerait la fin des actes de piraterie exercés par Nabis, et enfin, une flotte de quarante navires venus de Pergame sous le commandement du roi Eumène II espérant gagner les faveurs de Rome et son soutien en cas d'attaque du roi séleucide Antiochos III.

## La campagne de Laconie

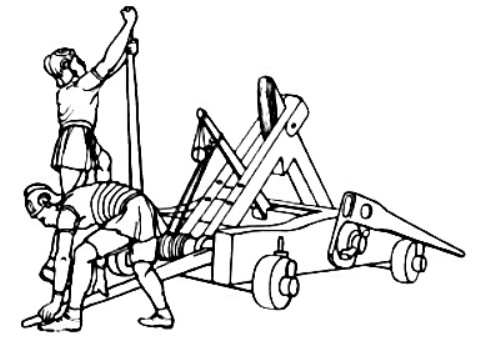
Ces petits engins de siège, appelés onagres sont plus simples à construire que les balistes et leur coût est moindre. Leur emploi est similaire à celui des lithobolos (balistes qui catapultent des pierres) mais leurs tirs sont moins précis. Les pierres sont lancées sur le haut des remparts pour détruire le système défensif avant de donner l'assaut.

Nabis enrôle 10 000 citoyens dans son armée et engage 3 000 mercenaires. Profitant de la présence de leur base navale sur le territoire de leur allié Nabis, les Crétois envoient 1 000 guerriers spécialement choisis pour renforcer les 1 000 soldats déjà dépêchés au secours de Sparte. Craignant une révolte de ses sujets encouragés par l'approche des armées romaines, Nabis les soumet à un régime de terreur et fait exécuter quatre-vingts citoyens de marque. Flaminius s'approche de Sellasia où il installe son camp. L'armée auxiliaire de Nabis lance l'attaque pendant que l'armée romaine est en train de monter le camp. Cette attaque surprise provoque une brève confusion dans les rangs alliés mais les Spartiates se retirent dès l'arrivée du corps principal de la cohorte de légionnaires. En route pour le mont Menelaus, les armées romaines défilent sous les murs de Sparte, c'est alors que les mercenaires attaquent leurs arrières. Le commandant de l'arrière-garde, Appius Claudius, rassemble ses troupes et contraint les spartiates à battre en retraite derrière les murs de la cité en leur infligeant de lourdes pertes. 
Les armées de la coalition se dirigent vers Amyclées, utilisée comme base pour piller la campagne alentour. Pendant ce temps, Lucius Quinctius reçoit la reddition spontanée de plusieurs villes côtières de Laconie. Les alliés se dirigent vers Gythium, la plus importante ville de la région, port et arsenal naval de Sparte. La flotte alliée arrive pendant que les troupes terrestres investissent la ville. Les marins des trois flottes construisent des engins de siège en l'espace de quelques jours. La garnison soutient l'attaque bien que ces machines de guerre provoquent un effet dévastateur sur les murs de la ville
Face à cette situation, un des deux commandants de la garnison, Dexagoridas, envoie une note au légat romain où il lui exprime le désir de se rendre avec la cité. Cette tentative échoue car l'autre commandant, Gorgopas, informé, tue Dexagoridas de ses propres mains. Gorgopas résiste avec acharnement jusqu'à ce que Flaminius arrive avec 4 000 nouvelles recrues supplémentaires. Les Romains renouvellent leur assaut et Gorgopas est contraint de se rendre mais s'assure que lui et ses troupes pourront retourner à Sparte sains et saufs.

## Le siège de Sparte
Alors que la coalition fait le siège de Gythium, Pythagoras rejoint Nabis à Sparte à la tête de 3 000 hommes qu'il ramène d'Argos. Quand il apprend la reddition de Gythium, Nabis dépêche un émissaire auprès de Flaminius pour entamer des négociations de paix. Nabis propose le retrait d'Argos du reste de son armée et de livrer les déserteurs et les prisonniers. Flaminius réunit à nouveau son conseil de guerre. La majorité pense qu'il faut capturer la ville et déposer Nabis.
Flaminius répond à Nabis en proposant ses propres conditions : Sparte et Rome concluraient une trêve pour six mois si Nabis rendait Argos et toutes ses garnisons d'Argolide, libérait les villes côtières de Laconie, payait une indemnité de guerre pendant les huit années suivantes et ne s'alliait pas avec une quelconque cité crétoise. Nabis rejette l'offre et déclare qu'il a suffisamment de ressources pour soutenir le siège. Flaminius conduit donc ses 50 000 hommes devant Sparte. Après avoir défait l'armée ennemie dans une bataille à l'extérieur de la ville, il pénètre dans la cité. Plutôt que de faire un siège conventionnel, il se résout à prendre la ville d'assaut. Au début, les Spartiates résistent aux alliés mais ils sont gênés car les Romains utilisent de larges boucliers qui rendent vaines leurs attaques aux projectiles.
Les Romains lancent l'assaut et prennent les murs de la cité. Leur avancée est entravée par l'étroitesse des rues dans les faubourgs de la cité. Les rues s'élargissent à l'approche du centre et ils font reculer les Spartiates devant eux. Voyant les défenses de la cité s'effondrer, Nabis tente de s'échapper tandis que Pythagoras rassemble les troupes et leur ordonne de mettre le feu aux bâtiments qui bordent la muraille. Les débris enflammés retombent sur les coalisés qui tentent de pénétrer dans la cité, ce qui provoque un grand nombre de victimes. Voyant cela, Flaminius ordonne le repli. Les Romains renouvèlent l'assaut mais les Spartiates parviennent à résister encore trois jours, avant que Nabis ne comprenne que la situation est désespérée. Il décide alors d'envoyer Pythagoras avec une proposition de reddition. Au début, Flaminius refuse de le voir puis il accepte quand Pythagoras vient au camp romain et demande audience pour la seconde fois. Flaminius accepte l'offre de reddition aux conditions qu'il avait proposées auparavant. Le traité est ratifié plus tard par le Sénat.
Les habitants d'Argos se soulèvent quand ils apprennent le siège de Sparte. Sous les ordres de Archippas, ils attaquent la garnison commandée par Timocrate de Pellene qui offre de se rendre si ses hommes et lui-même peuvent quitter la citadelle sains et saufs. En contrepartie, les citoyens d'Argos qui servaient dans les armées de Nabis sont autorisés à rentrer chez eux.

## Les suites du conflit

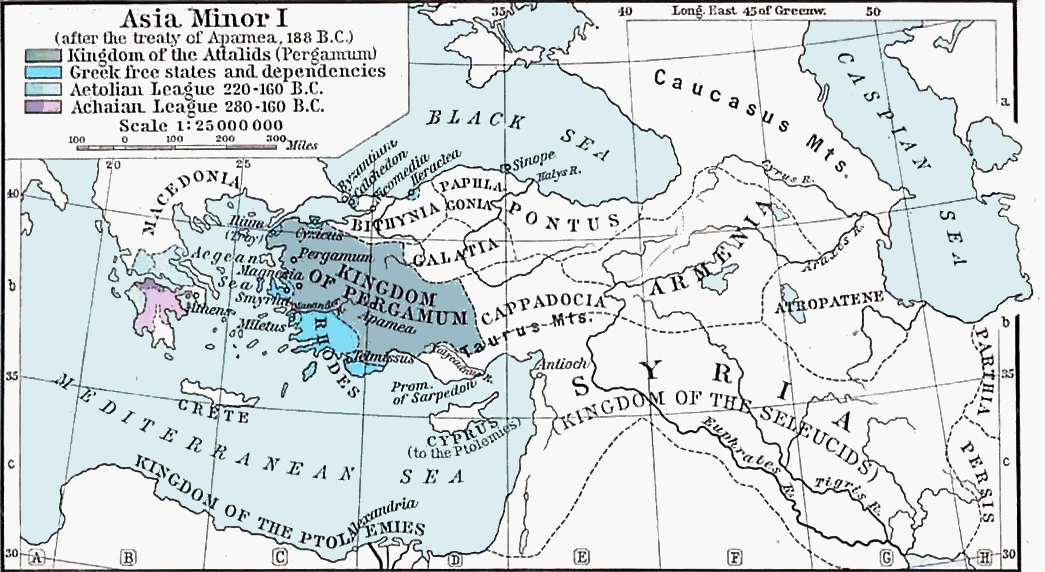
Changements dans le monde hellénistique avant la chute de Sparte

### Dispositions vis-à-vis de Sparte
Après le conflit, Flaminius se rend aux jeux néméens à Argos et proclame la cité libre. Celle-ci décide de rejoindre immédiatement la ligue achéenne. Flaminius libère également les cités côtières de Laconie qui était précédemment sous le joug spartiate et les placent sous la protection de la ligue achéenne. La garde des restes de la flotte spartiate est confiée à ces cités côtières. Les Romains ne chassent pas Nabis de son trône mais il doit retirer ses garnisons des cités crétoises et supprimer certaines réformes sociales et économiques qui avaient renforcé la puissance militaire de Sparte. Bien que la cité soit appauvrie et isolée, les Romains souhaitent une Sparte indépendante qui fasse contrepoids avec une ligue achéenne en pleine expansion. Ils s'assurent  l'allégeance de Nabis qui envoie en garantie cinq otages, dont son propre fils Armenas. Rome ne rappelle pas les exilés afin de ne pas provoquer de luttes internes à Sparte. Ils permettent tout de même, aux épouses d'hommes exilés, contraintes de s'unir à un Hilote, de rejoindre leur mari en exil,.

### Reprise de la guerre (192)
Après le retour des légions de Flaminius dans la péninsule italienne en 194, les cités grecques sont à nouveau seules. À ce moment-là, les principales puissances régionales sont un royaume de Macédoine précédemment vaincu par Rome, les Étoliens, une ligue achéenne renforcée et une Sparte amoindrie. S'étant opposés à une ingérence des Romains dans les affaires grecques, les Étoliens incitent Nabis à reconquérir son territoire et réaffirmer sa suprématie sur les autres puissances régionales. Durant l'année 192, Nabis, qui a reconstitué une flotte et renforcé son armée, fait le siège de Gythium. Les Achéens répondent par l'envoi d'un émissaire à Rome chargé de demander de l'aide. Le Sénat romain envoie le préteur Atilius à la tête d'une flotte pour détruire celle de Nabis, ainsi qu'une ambassade conduite par Flaminius. Sans attendre l'arrivée de la flotte romaine, l'armée et la flotte achéennes commandées par Philopœmen mettent le cap sur Gythium. La flotte est défaite par la toute nouvelle flotte spartiate. Le navire-amiral est même détruit au premier abordage spartiate. Les forces terrestres ne parviennent pas non plus à défaire celles de Sparte à l'extérieur des murs de Gythium. Philopœmen se retire à Tégée. Au moment où il pénètre en Laconie pour une seconde attaque, il est victime d'une embuscade tendue par les troupes de Nabis mais parvient à obtenir une victoire. Les troupes achéennes ravagent la Laconie durant les trente jours suivants, sans résistance des armées spartiates retranchées dans leur cité fortifiée. Alors que le stratège Philopoemen a déjà préparé son plan pour capturer Sparte, l'émissaire romain Flaminius le convainc d'épargner la cité. Nabis accepte le statu quo et une reddition aux mêmes conditions que le précédent traité,.
Son armée étant affaiblie, Nabis demande l'aide des Étoliens qui envoient un millier de cavaliers commandés par Alexamenus. L'histoire raconte que c'est pendant que Nabis observe les manœuvres d'exercice de ses troupes qu'Alexamenus se rue sur lui et le tue avec sa lance. Les troupes étoliennes s'emparent du palais et s'apprêtent à mettre la cité à sac mais les habitants parviennent à se rassembler et mettent les Étoliens en fuite et les rejettent hors des murs. Philopœmen pénètre dans une cité en ébullition à la tête de son armée et en fait un état membre de la ligue achéenne. On accorde à la cité-État le droit de conserver son territoire et ses lois à l'exclusion du système d'attribution de la citoyenneté. Les exilés ne peuvent pas non plus recouvrer leur citoyenneté perdue.
En 189, les otages détenus à Rome ont la permission de rentrer à Sparte, hormis le fils de Nabis tombé malade et mort entre-temps. Sparte souffre de problèmes économiques et sociaux du fait de l'hostilité des exilés proches de la cité. Privée de base navale et d'accès à la mer, elle s'empare de la cité de Las (ou Passavas), patrie de nombreux exilés et membre des cités laconiennes libres,. Les Achéens utilisent ce prétexte pour en finir avec l'indépendance de Sparte une bonne fois pour toutes. Ils demandent la reddition des responsables de l'attaque contre la cité de Las. Les coupables répondent par l'assassinat de trente citoyens pro-Achéens. Sparte quitte la ligue achéenne et demande la tutelle de Rome. Mais celle-ci observe cette division d'un bon œil et n'intervient pas. En 188, Philopœmen pénètre dans le nord de la Laconie avec son armée et les exilés sur leur chemin du retour vers Sparte. Il fait d'abord massacrer quatre-vingts anti-Achéens à Compasium et fait démolir la muraille construite par Nabis autour de Sparte. Puis il rappelle tous les exilés et abroge les lois spartiates en leur substituant les lois achéennes. Cet épisode marque la fin de la suprématie de Sparte dans le Péloponnèse.